# Czaple (ptaki)
Czaple (Ardeinae) – podrodzina ptaków z rodziny czaplowatych (Ardeidae).

## Zasięg występowania
Podrodzina obejmuje gatunki występujące na całym świecie z wyjątkiem obszarów antarktycznych.

## Podział systematyczny
Do podrodziny należą następujące rodzaje:
- Gorsachius Bonaparte, 1855
- Calherodius Bonaparte, 1855
- Pilherodius Reichenbach, 1853 – jedynym przedstawicielem jest Pilherodius pileatus (Boddaert, 1783) – czapla modrolica
- Syrigma Ridgway, 1878 – jedynym przedstawicielem jest Syrigma sibilatrix (Temminck, 1824) – czapla gwiżdżąca
- Egretta T. Forster, 1817
- Nyctanassa Stejneger, 1887
- Nycticorax T. Forster, 1817
- Butorides Blyth, 1852
- Zonerodius Salvadori, 1882 – jedynym przedstawicielem jest Zonerodius heliosylus (Lesson & Garnot, 1828) – czapla papuaska
- Ardeola Boie, 1822
- Ardea Linnaeus, 1758